# Infobox

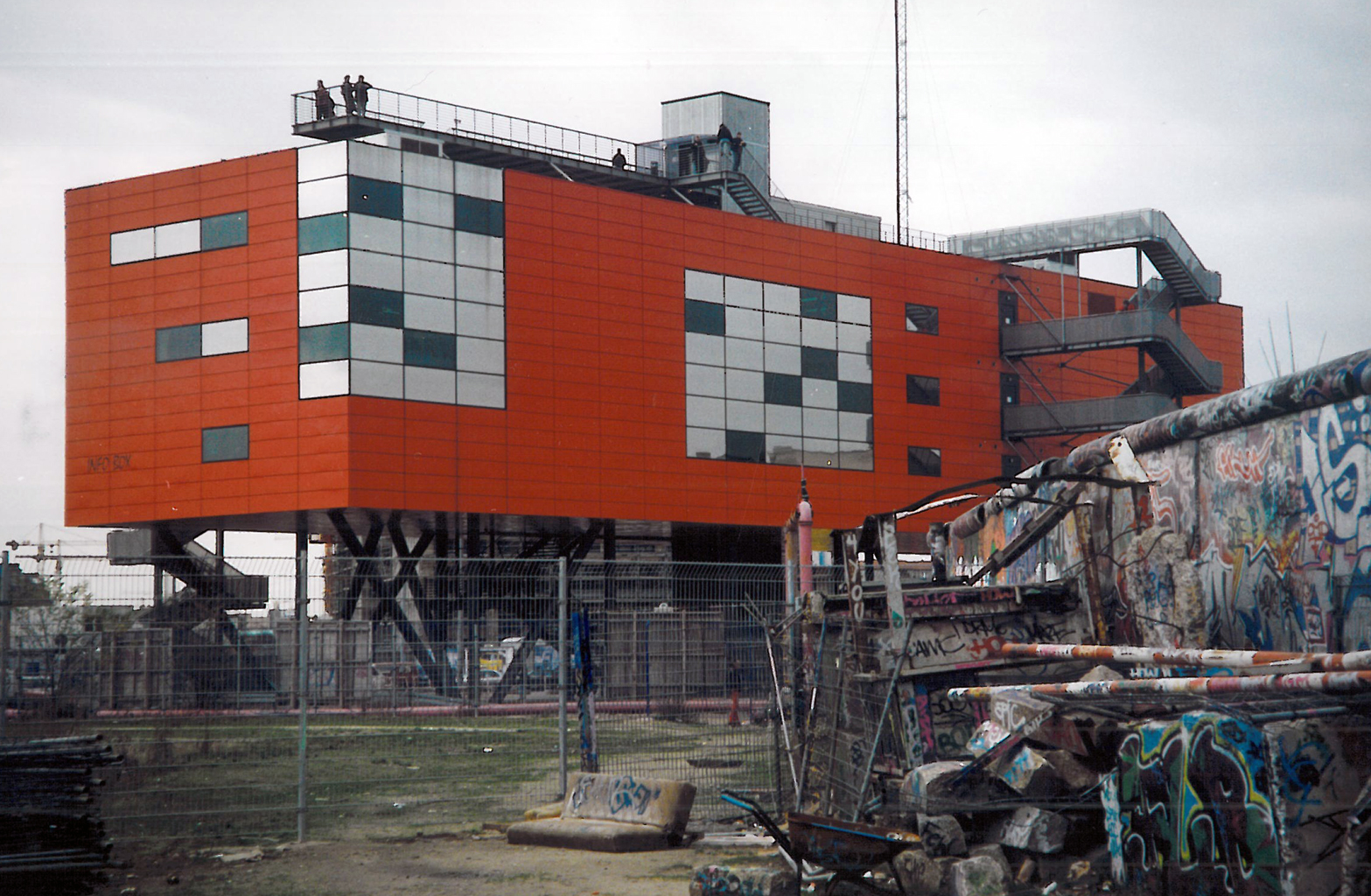
Die Infobox mit einem Reststück der Berliner Mauer

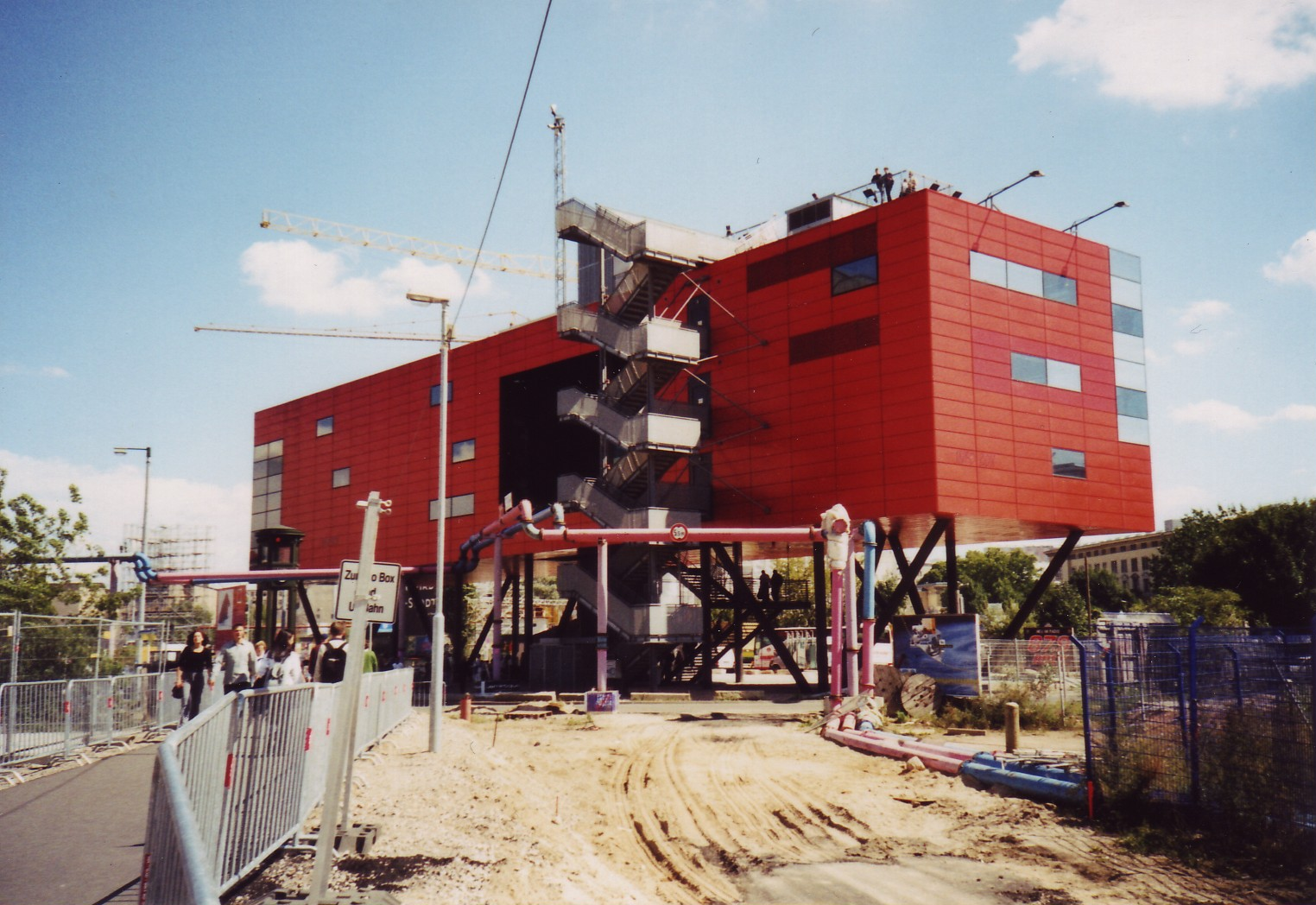
Infobox, August 1999

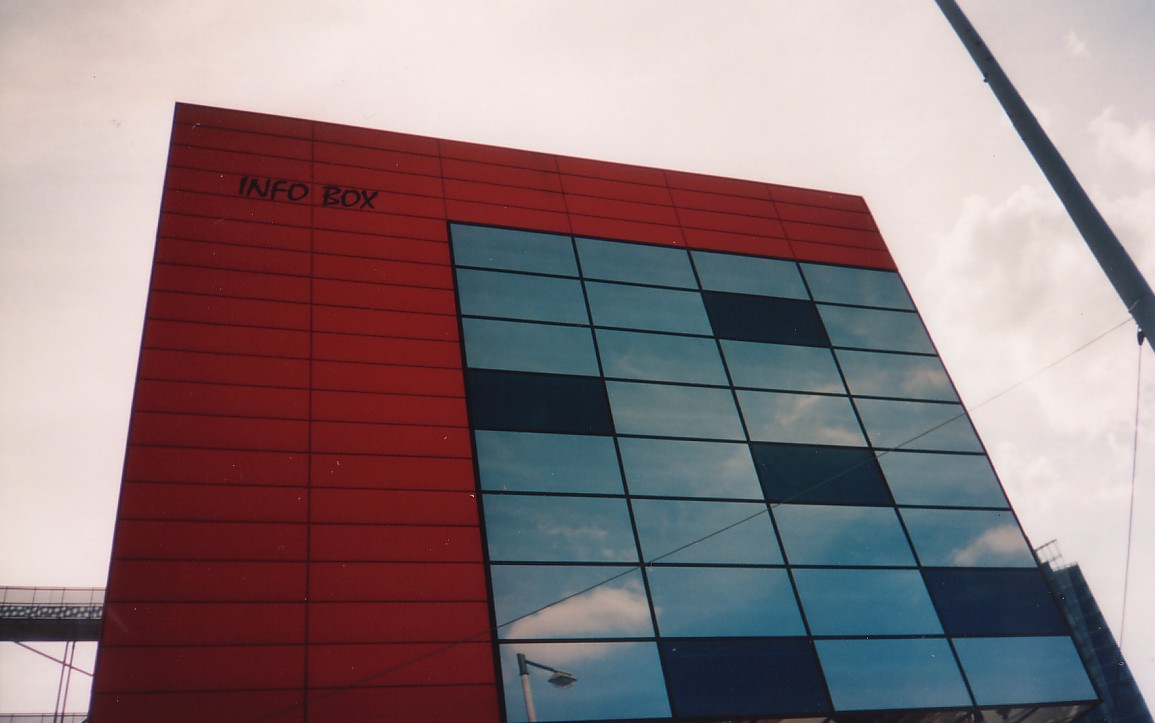
Eine Seite der Infobox, die von 1995 bis 2001 am Potsdamer Platz stand

Die Infobox (die Schreibweisen waren auch Info-Box, Info Box bzw. InfoBox) war ein Ausstellungspavillon am Leipziger Platz im Berliner Ortsteil Mitte des gleichnamigen Bezirks, der von 1995 bis 2001 existierte. Aufgabe des Gebäudes war es, den Besuchern die Bauarbeiten rund um den Potsdamer Platz zu dokumentieren. Die Besucher konnten den Fortschritt der Arbeiten verfolgen und Modelle der künftigen Bauten betrachten.

## Bau
Die Infobox wurde vom Frankfurter Architekturbüro Schneider + Schumacher entworfen, sie wurde als das erste neue Gebäude im Areal des Potsdamer Platzes in der Nähe der ehemaligen Berliner Mauer ausgeführt. Der Bau begann Anfang Juni 1995 und dauerte rund drei Monate, der anschließende Ausbau dauerte sechs Wochen. Die Infobox hatte die Gestalt eines Quaders (62,5 m × 15 m × 15 m), der mit rot lackierten Stahlplatten verkleidet wurde und rund acht Meter über der Geländeoberkante an schrägen Stützen emporgehalten wurde. Der Innenraum beinhaltete drei Geschosse mit Ausstellungs- und Vortragsräumen sowie einem Café. Das Flachdach an der Höhe von 23 Meter diente zugleich als Aussichtsterrasse. Zwei Außentreppen führten ins Gebäudeinnere und auf die Terrasse.
Der Pavillon, als leichte Stahlkonstruktion errichtet, war von Anfang an als temporäres Bauwerk gedacht und musste infolge des Baufortschritts am Leipziger Platz einer Baustelle weichen. Aus einigen erhaltenen Teilen wurde in Frankfurt am Main vor dem Büro seiner Architekten ein kleiner Aussichtsturm erbaut.
Insgesamt 300 der typischen Verkleidungsplatten wurden nach dem Abbau einzeln nummeriert und versteigert.

## Auszeichnungen
Die Infobox hat folgende Preise gewonnen:
- Stahlbaupreis, 1996
- Architekturpreis Berlin, 1996